# Metopius krombeini
Metopius krombeini là một loài tò vò trong họ Ichneumonidae.